# Valerie Perrine
Valerie Ritchie Perrine (3. september 1943) er en amerikansk skuespiller og model.

## Liv og karriere
Perrine blev født i Galveston, Texas, som datter af Winifred "Renee" (født McGinley), en danser, der optrådte i Earl Carrolls Vanities, og Kenneth Perrine, som var oberstløjtnant i USA's hær. Hendes mor var skotte (af irsk afstamning) fra Helensburgh i Dunbartonshire. Som følge af hendes fars karriere boede Perrine i sin barndom mange steder, når familien flyttede til hans forskellige udstationeringer.
Hun begyndte sin karriere som Las Vegas-showgirl. Hun filmdebuterede som softcore pornoskuespilleren Montana Wildhack i Kurt Vonneguts Slagtehus 5 fra 1972. Perrine blev fotograferet til en billedserie til maj 1972-udgaven af Playboy og kom senere på forsiden i august 1981. Hun blev den første skuespillerinde, der med overlæg optrådte nøgen på amerikansk tv, da hun blottede sine bryster i en PBS-udsendelse af Bruce Jay Friedmans Steambath på Hollywood Television Theatre udsendt 4. maj 1973 (Hun blev set fra siden i færd med at tage et brusebad). Kun få af PBS' stationer turde vise programmet. Senere i 1973 optrådte hun i episoden "When the Girls Came Out to Play" i den romantiske antologi-tv-serie Love Story i 1973.
I 1975 blev Perrine nomineret til en Oscar for bedste kvindelige hovedrolle og Golden Globe for bedste kvindelige hovedrolle - Drama og vandt Bedste Skuespillerinde-prisen ved Cannes Filmfestival for sin rolle som komiker Lenny Bruces stripperkone, Honney Bruce, i Bob Fosses Lenny fra 1974.
Hun var Carlotta Monti i den biografiske W.C. Fields and Me. En af hendes mest kendte filmroller kom som Miss Eve Teschmacher, Lex Luthors højrehånd, i Superman fra 1978. For denne rolle blev hun i 1979 nomineret til en Saturn Award for bedste kvindelige birolle. Hun gentog sin rollen som Miss Teschmacher i Superman II i 1980.
Perrine spillede Charlotta Steele, tidligere hustru til en rodeomester, som blev spillet af Robert Redford i Den lysende rytter. Hendes karriere udviklede sig ujævnt efter en optræden i Can't Stop the Music fra 1980, for hvilken hun blev nomineret til en Razzie Award for værste skuespiller. Denne film er sidenhen blevet en kultklassiker. I 1982 spillede hun rollen som Marcy, en korrupt politimands kone, i The Border med Jack Nicholson. I årene siden da har Perrine mest arbejdet i mindre produktioner, men havde dog en lille birolle i filmen What Women Want, hvor hun spillede over for Mel Gibson. I 1995 gæsteoptrådte Perrine i serien Homicide: Life on the Street i rollen som ekskone til Richard Belzers detektiv John Munch.

## Filmografi
| År   | Titel                                      | Rolle                                      | Noter |
| ---- | ------------------------------------------ | ------------------------------------------ | --- |
| 1972 | Slagtehus 5                                | Montana Wildhack                           | |
| 1973 | Amerikas sidste helt                       | Marge Dennison, Morley's sekretær          | |
| 1974 | Lenny                                      | Honey Bruce                                | BAFTA Award for Most Promising Newcomer to Leading Film Roles Cannes Film Festival Best Actress Award National Board of Review Award for Best Supporting Actress New York Film Critics Circle Award for Best Supporting Actress Nomineret—Academy Award for Best Actress Nomineret—BAFTA Award for Best Actress in a Leading Role Nomineret—Golden Globe Award for Best Actress – Motion Picture Drama |
| 1976 | W.C. Fields and Me                         | Carlotta Monti                             | |
| 1977 | Mr. Billion                                | Rosie Jones                                | a.k.a. The Windfall |
| 1978 | Superman                                   | Eve Teschmacher                            | Nomineret—Saturn Award for Best Supporting Actress |
| 1979 | The Magician of Lublin                     | Zeftel                                     | |
| 1979 | Den lysende rytter                         | Charlotta Steele                           | |
| 1980 | Agency                                     | Brenda Wilcox                              | a.k.a. Mind Games (video-titel) |
| 1980 | Can't Stop the Music                       | Samantha Simpson                           | |
| 1980 | Superman II                                | Eve Teschmacher                            | |
| 1981 | Ud at køre med de skøre                    | Traffic Cop Pulling Over Lamborghini Babes | |
| 1982 | The Border                                 | Marcy                                      | |
| 1982 | Faerie Tale Theatre: The Three Little Pigs | Tina                                       | |
| 1983 | Malibu                                     | Dee Staufer                                | TV-miniserie |
| 1985 | Mask of Murder                             | Maria                                      | |
| 1985 | Water                                      | Pamela Weintraub                           | a.k.a. The Investigator |
| 1987 | Maid to Order                              | Georgette Starkey                          | |
| 1991 | Reflections in a Dark Sky                  | Caterina                                   | |
| 1991 | Bright Angel                               | Aileen                                     | |
| 1993 | Boiling Point                              | Mona                                       | |
| 1995 | Girl in the Cadillac                       | Tilly                                      | |
| 1995 | The Break                                  | Delores Smith                              | |
| 1998 | Brown's Requiem                            | Marguerita Hansen                          | |
| 1998 | A Place Called Truth                       | Estelle                                    | |
| 1998 | Shame, Shame, Shame                        | Maura's Mother                             | |
| 1998 | 54                                         | Elaine's Patron                            | a.k.a. Fifty-Four |
| 1998 | Min venindes ven                           | Rita Lindross                              | |
| 1999 | Picture This                               |                                            | |
| 1999 | Curtain Call                               | Monica Gilroy                              | |
| 2000 | What Women Want                            | Margo                                      | |
| 2001 | Directing Eddie                            | Gloria Vassick                             | a.k.a. Project: Indie (USA) |
| 2002 | The End of the Bar                         | Mrs. Duncan                                | |
| 2005 | The Moguls                                 | V                                          | a.k.a. The Amateurs (USA: ny titel) |
| 2005 | The Californians                           | Lenora Tripp                               | |
| 2008 | Redirecting Eddie                          | Gloria Vassick                             | |
| 2011 | Lights Out                                 | Mae                                        | TV-Serie |